# 阿布·哈桑·哈希米·库拉希
阿布·哈桑·哈希米·库拉希（1980年1月31日—2022年10月15日）是伊拉克恐怖分子，生前被伊斯兰国封為第三任哈里发。2022年3月10日，在伊斯兰国新任发言人阿布·奥马尔·穆哈吉尔的一段音频信息中，他被任命为哈里发，此时其前任阿布·易卜拉欣·哈希米·库拉希被杀已经一个多月了。在这段音频中，阿布·哈桑承诺要实现前任哈里发的目标。2022年5月26日，土耳其政府宣稱他在伊斯坦堡被逮捕，後來伊斯兰国方面在其週報《納巴》第347期中否认了有关他被逮捕的新闻报道。2022年11月30日，美国中央司令部发言人表示，“叙利亚自由军”10月中旬在叙利亚德拉省执行了击毙极端组织“伊斯兰国”最高头目阿布·哈桑·哈希米·库拉希的行动。